# オンキヨーホームエンターテイメント

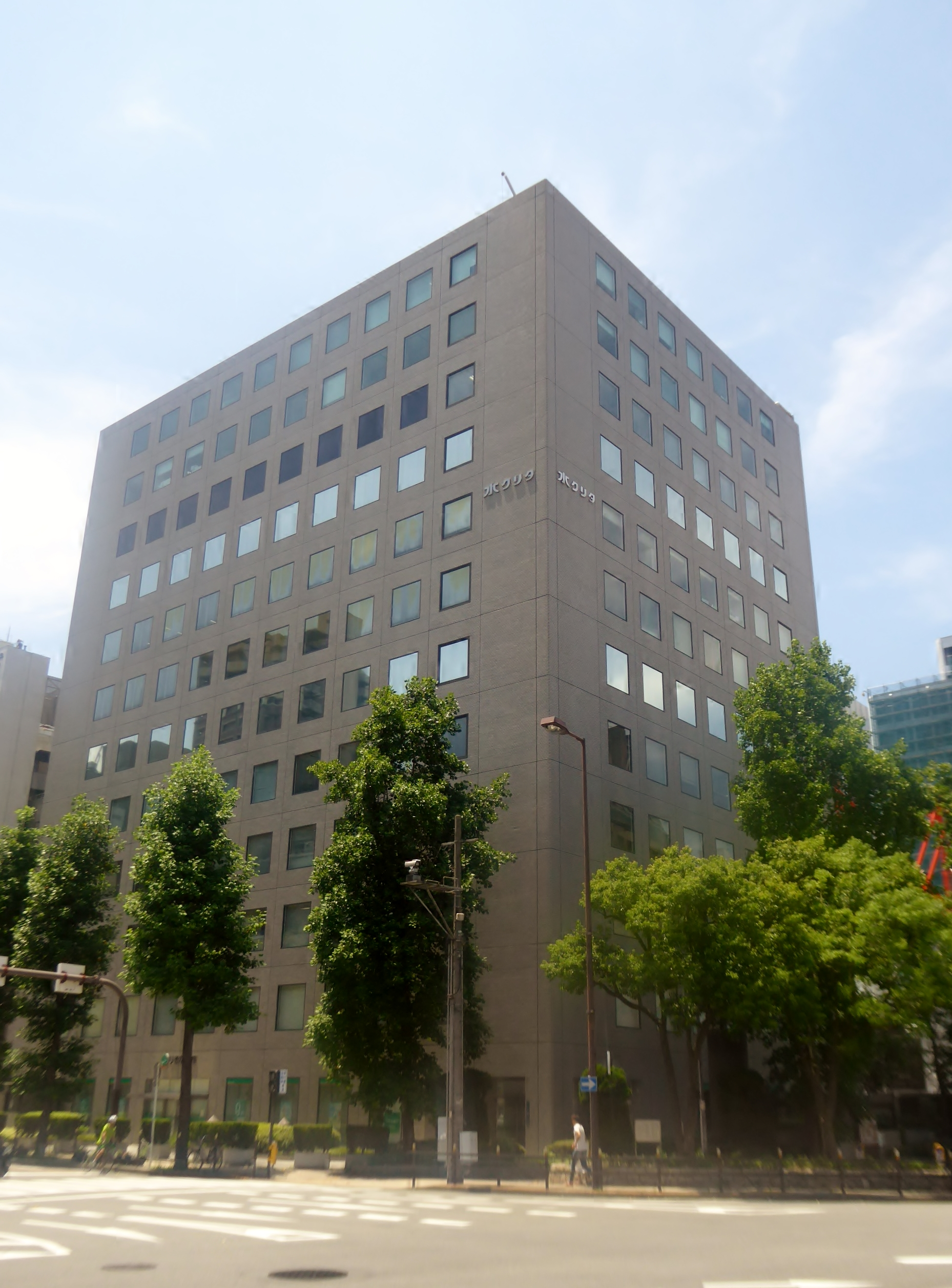
2020年2月まで本社の置かれていた北浜中央ビル

オンキヨーホームエンターテイメント株式会社（読みはオンキョーホームエンターテイメント、英: Onkyo Home Entertainment Corporation）は、かつて存在した日本の音響機器メーカーである。
デノン（ディーアンドエムホールディングス（デノン コンシューマー マーケティング）、旧・日本コロムビア）、およびティアック、JVCケンウッド（旧・日本ビクター、およびケンウッド）、ヤマハ（ヤマハミュージックジャパン）、マランツCMC（ディーアンドエムホールディングス、旧・日本マランツ）、ラックスマン、アキュフェーズなどと同様、デジタルオーディオ勃興期、ピュアオーディオ（Hi-Fiオーディオ）衰退期を生き延びた数少ない日本の音響メーカの一社であった。
本社は大阪府東大阪市川俣1丁目1-41にあるルクスビルに置いていた。かつて本社は大阪府寝屋川市日新町2番1号にあった。

## 沿革

### 創業
1946年（昭和21年）9月17日、かつて松下電器産業（以下松下電器、現・パナソニックホールディングス）で音響主任、検査課長、スピーカー製造工場の工場長を務め、そのノウハウを培って松下電器から独立した五代武が大阪電気音響社として創業・設立、翌1947年（昭和22年）に大阪音響に社名変更。
コーン紙まで内作した自社製スピーカーを搭載したラジオを発売。他例は日本国内では三菱電機のダイヤトーンと福音電機（現・パイオニア）のパイオニアダイナミックスピーカーのみである。このラジオは高価格ながらヒット商品になり、余勢を駆ってオーディオ機器やテレビ受像機の製造販売にも進出した。
1957年（昭和32年）に、総合電機メーカー化を目指す東京芝浦電気（現・東芝）の資本参加を受け入れ、同じくラジオ・テレビメーカーだった山中電機（テレビアン）、七欧電機（ナナオラ）と共に東芝グループ入りした。その後のオーディオブームでも一翼を担い、輸出でも盛業を極めた。映画『ゴジラ』(1954)の劇中でもラジオに「オンキヨー」のプラークが見られる。
1971年（昭和46年）、ブランドを商標のオンキヨー (Onkyo) へ統一。
1970年代以降、手掛けてきたコンポーネントの商品名は「RADIAN」「INTEC」「ZACCS」「INTEGRA」「LIVERPOOL」「ESSAY」などが挙げられる。なお「RADIAN」は実際は、1971年にトールボーイ・フロア型スピーカーシステムの商品名（「Radian-III」）に使用されたのが初出である。
ほかに、業務用音響機器向けに「D'ZAC」があった。「D'ZAC」はコジマ電気向けにカラーテレビのブランドにしていた時期もあった。

### バブル崩壊後
急速なデジタル化の進展とバブル崩壊で赤字化した1993年（平成5年）には、東芝が保有全株式を大朏直人（現・名誉会長）個人に売却して資本関係を解消した。なお、製品供給関係は継続している。また東芝は1990年代に入って間もなく「Aurex」ブランドのオーディオ生産から一時撤退したため、オンキヨー製品は東芝ストアーにも供給されている。なおその後、2016年3月より東芝ライフスタイルの子会社の東芝エルイートレーディングから発売されているプレミアム・ゼネラルオーディオのブランドとして26年ぶりのブランド復活を果たすこととなった。
1998年（平成10年）長期に続く赤字の影響で主要工場および1972年より本社だった寝屋川市の日新町と香里園の敷地を、技術センター等の一部施設を残し大幅に縮小。跡地には郊外型ショッピングモールのアル・プラザ香里園が開業する。
2005年（平成17年）にはWindows WMAフォーマットで、96kHz/24ビットの高音質音楽配信サイト「e-onkyo music store」（後の「e-onkyo music」）を開設した。
2006年（平成18年）から2021年末までアメリカ合衆国のモンスターケーブル社の代理店になっていた。

### 迷走
2000年代後半になると多角化による迷走が目立ちはじめる。
2007年（平成19年）、かねてからの友好関係にあり、大朏家の出資していたテクノエイトを株式交換により完全子会社としたが、世界金融危機の影響を受け2009年（平成21年）保有全株式をトヨタグループに譲渡した。
2008年（平成20年）9月1日付けでPCメーカーのソーテックを吸収合併した。それ以前のソーテック製PCとは異なり、日本国内組み立てを売りにし、オンキヨーの強みを活かした品質とオーディオ性能の高いPCを発売。2009年（平成21年）9月にソーテックブランドに加えてオンキヨーブランドのPCを投入すると発表。その時点では、両ブランドの区別は明確に決まっておらず、ソーテック・オンキヨーの両ブランドのPCを当面並行して販売するとしていた。しかし、2010年（平成22年）にソーテックブランドは廃止され、その後はオンキヨーブランドのPCのみ販売された。また、2009年（平成21年）12月には主にノートパソコンを手がける工人舎との協業が発表され、工人舎製のPCを改良したものをオンキヨーブランドで発売することとなった。
2010年（平成22年）1月、大手EMS企業である台湾のインベンテック社と資本・業務提携を行う。
2010年（平成22年）10月1日に、単独株式移転を行い、同名の持株会社・オンキヨー株式会社（2代目）を新規に設立・上場し、初代法人をその完全子会社としたのに続き、12月1日に傘下企業の商号変更・事業分社化を行った。この時に、初代法人は「オンキヨーサウンド&ビジョン株式会社」と商号を変更している。
2012年（平成24年）1月、オンキヨーは自社のパソコン販売において、量販店向けのみ「一時的に休止」するという方針を公表した。パソコンの生産は引き続き行い、Web直販と企業向け販売に特化するとしている。この際、一部報道により「パソコン事業から撤退する」とされたが、「撤退ではない」と表明した。
2012年（平成24年）1月、世界的に有名なギターメーカーであるギブソン社が資本参加、第2位の株主となる。
同月オンキヨーはティアックとの間で資本業務提携を結ぶと発表した。オンキヨーはティアック株式の10%を取得し、第2位株主となり、ティアックもオンキヨー株式の9.42%を取得。オンキヨーは、ティアックに取締役1名を派遣する。なお、2014年6月までに双方の持株比率は1%に低下。
2012年（平成24年）7月、オンキヨーサウンド＆ビジョン株式会社（2010年に（初代）オンキヨーから商号変更した法人）は、設計・技術業務を、新設分割により設立したデジタル・アコースティック株式会社（現・オンキヨーマーケティング株式会社）に承継した上で、オンキヨー株式会社（2代目法人）に吸収合併され解散した。

### パイオニアブランド合流
2014年（平成26年）6月24日、オンキヨーはパイオニアの子会社であるパイオニアホームエレクトロニクス（PHE）の株式の一部を中国・香港の投資ファンドであるベアリング・プライベート・エクイティ・アジア（BPEA）と共に買収することで基本合意したと発表したが、9月中旬に一転してこれを白紙撤回。11月7日に経営統合の形態を変更することを発表した。パイオニアのヘッドホン事業を吸収分割によりPHEに承継した上で、当社が第三者割当により発行する株式（総議決権数の14.95%）をパイオニアが引き受けると同時に、パイオニアが保有するPHEの全株式を譲受。さらに当社のAV事業を吸収分割により承継させ、両社のホームAV事業を統合することとなった。
同年フランスのオーディオメーカー、カバッセ社の製品の輸入販売代理店となる。
2015年（平成27年）3月2日、パイオニアのホームAV事業、電話機事業およびヘッドホン事業のオンキヨーへの譲渡が完了。PHEは、国内販売ほかの一部事業を他の子会社に事業譲渡した上、オンキヨー&パイオニア株式会社（OPC）に商号変更した。これに伴い、販売を手がけるオンキヨーマーケティングジャパンはオンキヨー&パイオニアマーケティングジャパンに、オンキヨーエンターテイメントテクノロジーはオンキヨー&パイオニアイノベーションズに、デジタル・アコースティックはオンキヨー&パイオニアテクノロジーに、それぞれ商号変更された。同年7月1日には、当社のAV事業をオンキヨー&パイオニアへ吸収分割している。
2015年（平成27年）11月24日、河合楽器製作所と資本業務提携を行い、同社が主要株主となった。
2017年（平成29年）11月、ギブソン社との役員相互派遣の終了を発表、2018年（平成30年）3月までにギブソン社は保有するオンキヨー株式のほぼ全てを売却した。

### 斜陽
2018年（平成30年）3月30日、子会社であったオンキヨー&パイオニアテクノロジーについて、設計部門をオンキヨー本体に移管して業務用音響機器の設計・販売会社に業態転換、オンキヨーマーケティングに商号変更した上で、オンキヨーデジタルソリューションズ（現：オーディーエス）に全株式を売却し、連結の範囲から除外した。
2019年（平成31年）3月29日、オンキヨー＆パイオニアイノベーションズをODSコミュニケーションサービスに商号変更。オンキヨーディベロップメント&マニュファクチャリングとその子会社のODSコミュニケーションサービスを、オンキヨーデジタルソリューションズ（現：オーディーエス）に譲渡し、連結の範囲から除外した。
2019年（令和元年）5月15日、子会社のOPCのホームAV事業の譲渡に向けて、米Sound Unitedとその親会社のファンドと本格的に協議することで基本合意したが、同年10月4日に破談となった。
2020年（令和2年）2月21日、本社を大阪市から東大阪市へ移転。2月26日から東大阪市にて営業再開。
2020年3月末の連結純資産は△3,355百万円となり、債務超過となった。
2020年（令和2年）7月31日、オンキヨー株式会社（存続会社、上記のとおり2010年に新設された2代目）と子会社のOPCが同年10月1日付で合併し、社名をオンキヨーホームエンターテイメント株式会社（OHE）へと変更することを発表。同時に、会社分割によりOEM事業のオンキヨーサウンド株式会社（ONS）とその他サービス事業のオンキヨー株式会社（3代目法人）（ONK-3）を設立。OHEはホームAV事業、デジタルライフ事業、ゲーミング事業を展開することとなり、2021年（令和3年）3月末までを目途に未払い債務の正常化と債務超過を解消する。OPCとの合併、およびOPCの法人消滅後はレガシーホームAV事業に特化し、上場会社として利益ある成長を目指すとしている。
2020年（令和2年）10月1日、株主総会の議決を経てオンキヨーホームエンターテイメント株式会社への社名変更を実施 。
2021年（令和3年）3月30日、取引先など12社から現物出資などで21億5700万円の出資を受けたが、翌3月31日にEVO FUNDは新株予約権を行使しないことを発表。同年5月20日に発表された2021年3月期決算において2期連続の債務超過となったため、東京証券取引所ジャスダック市場上場廃止見込みとなった。
2021年（令和3年）5月26日、主力の家庭向けAV（音響・映像）事業をシャープと米音響機器メーカーのVOXX International Corporation（VOXX）に売却することで合意したと発表した。売却額は33億円。祖業を切り離して財務状況を改善し、立て直しを急ぐこととなった。ただし、売却後もブランド名（ONKYO・Pioneer・Integra）はこれまで通り維持され、AV機器の生産をシャープが、販売をVOXXがそれぞれ担当する。シャープとOHEが共同出資するマレーシアのS&O Electronics (Malaysia) Sdn. Bhd.は、シャープにOHEの所有株式を譲渡し、これによりシャープは事実上、OHEの買収によって10年ぶりにオーディオ事業に復帰することとなり、AVの商品群を拡充し新たな販売ルートも確保する。
2021年（令和3年）8月1日、2021年3月期の純資産が債務超過になり、東京証券取引所（東証）の基準に抵触したことから、上場廃止となった。なお、同年6月25日開催の株主総会において、再上場を目指す意向であることを明らかにしていた。
2021年（令和3年）9月8日、家庭向けAV事業（国内販売を除く）のオンキヨーテクノロジー株式会社（OTKK。VOXXグループ85.1%、シャープ14.9%の合弁会社）への譲渡が完了した。
2021年（令和3年）9月9日、みらい證券において株主コミュニティを組成した。
2021年（令和3年）9月10日、デジタルライフ商品（イヤホン、ヘッドホン等）の企画販売等の事業（国内販売を除く）を、J-STAR株式会社傘下のオトモア株式会社に譲渡した。
2021年（令和3年）9月29日、ONK-3が運営する音楽配信サービスのe-onkyo musicを、フランス最大手の音楽配信サービスで知られるXandrie S.A.（ザンドリエ）傘下のXandrie Japan株式会社（Xandrie 85.1%、ONK-3 14.9%）に譲渡した。
2021年（令和3年）9月30日、ONK-3をMBOにより全株式をONK-3取締役で中島健城が代表社員を務めるTK-FUND合同会社に譲渡。
2021年（令和3年）10月7日、OTKKの本店がOHEグループとONK-3が入居するルクスビルに移転。

### 末路
上記の通り、事業譲渡を繰り返したことでOHEに残る事業は減少していき、結果的にOHEは立て直しどころか破滅の末路を迎える。
2022年（令和4年）2月8日、ONSとオンキヨーマーケティング（OMC）がそれぞれ長期的な資金難を理由に各種事業活動を停止、事実上の経営破綻となった。これら子会社の事業停止に伴い、現在OHEが販売している各種製品の修理等に関するサポートの受付も完全停止となった。オンキヨー公式ショップ（ONKYO DIRECT）は運営元のONK-3が2021年9月30日付で独立しているため、資本関係における直接的な影響はなく、運営を続けていくと発表するが、自社で企画開発を手掛けるコラボレーション製品以外の仕入元を失う事態に陥る。同様にOTKKやオトモアも販売網を失う事態に陥る。
2022年（令和4年）3月28日、ONSとOMCがそれぞれ大阪地裁から破産手続開始決定を受ける。
そしてOHE自体も2022年（令和4年）5月13日に大阪地裁へ破産を申請し、同日付で破産手続開始決定を受けた。負債総額は31億5160万11円。OHEは債権回収難などから仕入代金などの支払いが遅延していた事や、2021年11月頃から本社事務所の賃貸料や税金などの公租公課の支払が滞っていた事が東京商工リサーチの調査によって明らかとなった。税金の支払に関しては分割納付を申請していたものの、2022年4月分の支払は不可能となっていた他、支払が猶予されていた2022年5月分も支払自体が困難となっていたという。OHEがネットワークステレオレシーバーやAVアンプなどの製品をリターンとして実施したクラウドファンディングに関しても、製品は完成しているとみられているが、約2500万円の製造委託料を支払わなければ出荷できないという。破産管財人は「現時点で支援者の方に対して、リターンとなる各製品を送付することは難しい状況だが、できる限りの努力を試みる」とこの時点ではコメントしていた（経過は後述）。みらい證券が組成した株式コミュニティも、破産手続開始決定と同時に解散した。2021年9月の臨時株主総会で議決権を行使した株主へのQUOカードとONKYO DIRECTクーポン並びに2021年9月時点の株主に対して送付する予定の株主優待（ONKYO DIRECT10%OFFクーポン）も送付される目途は立っていない。

### 破綻の要因
OHEが経営破綻した理由としては、
- ディーアンドエムホールディングス（デノン・マランツ）等の競合他社と対照的な経営の悪さ、特にソーテック買収以降の投資の迷走[6]。
- オーディオ市場の変化
  - 1990年代には集合住宅の普及が進み、近隣騒音の配慮からオーディオ機器の主流がピュアオーディオからCDラジカセやマイクロミニコンポなどを筆頭としたゼネラルオーディオへ移行。並行してヘッドホン、およびステレオイヤホンの更なる高性能・高音質化が進んだこと。
- 2000年代以降、音楽の聞き方の主流が主にiPodを筆頭とする携帯型デジタルオーディオプレーヤーや、iPhoneやAndroid等のスマートフォンになったことから、主に一般家庭を中心としたオーディオ機器の市場が著しく凋落したこと。
- 2010年代中盤以降、音楽を楽しむ生活様式が急激に変化したこと（例・サブスクリプション〈月額〉制による音楽配信サービス、Bluetooth搭載カナル型完全ワイヤレスステレオイヤホン、スマートスピーカー等）[62]。

などが挙げられる。
2010年代末のアナログレコードブームや、2020年以降の新型コロナウイルス感染症（COVID-19）流行による巣ごもり需要で、業界的には特需が起きていたものの、時既に遅かった。

### 今後
OHEの破産後、OTKK（現・プレミアムオーディオカンパニーテクノロジーセンター）とONK-3にてブランドは残ることになったが、それぞれが別々の道を歩むこととなる。
また商号としてのオンキヨーはONK-3のほか、2021年8月2日にOHEが売却し、現在はONK-3の関連会社である「オンキヨーヘルスケア株式会社」（旧：オンキヨースポーツ、法人番号：7010601053117）も引き続き使用している。

#### 家庭向けAV事業
OTKKに譲渡した家庭向けAV事業については、親会社であるVOXXグループのPremium Audio Company（PAC）のCEOであるポール・ジェイコブスが音元出版のインタビューに対し「私のキャリアと人生をかけてオンキヨーブランドを継続させていく」と回答したことでブランド継続が示された。OTKKが販売網を持っていないためOMC経営破綻の影響は受けているものの、これについても「ある大手企業」との販売代理店契約が基本合意に至っており、解決見込みだとした。OHE時代の家庭向けAV機器製品のアフターサービスについてもサポート体制を整備するといい、破産管財人の小松陽一郎が「送付することは難しい」と言及していたクラウドファンディングのリターンも、この時点でVOXXから送付することで小松と合意し地裁の許可を得ていたため「必ず購入者に届ける」とコメントしている。パイオニアと（北米市場専売の）Integraの各ブランドについても全てオンキヨーブランドと同様の扱いとなる見込み。開発体制も維持したうえで、OHE時代には不可能だったハイエンド領域の製品開発も手掛けさせる展望を見せている。この記事の公開に合わせ破産管財人のサイトが更新され、小松もこの合意が事実であることを認める。

6月10日、前述のクラウドファンディングのリターンとなっていた製品について、マレーシアから6月14日に出荷される目処がつく。日本への到着は7月1日を予定し、7月11日以降、順次配送予定としていた。発送にあたり「Premium Audio Company 事務局」名義で投稿された活動報告では
と破産管財人の小松への謝辞を述べた。
7月20日、（かつてオンキヨー〈2代目〉と資本提携していた）ティアックがPACと代理店契約を締結したことを発表。その後、2022年10月以降を目途にオンキヨー、およびパイオニアの各種ブランドの（日本市場向け）ドルビーアトモス対応高級AVアンプが投入される予定であることが明らかとなった。このほか、2021年度まで旧OPC時代を含むOHEから製造・発売されていた一部のオンキヨーブランド・パイオニアブランド・インテグラブランド等の各種AV製品の修理等のサポートもティアックが担当することとなった。

#### デジタルライフ事業
オトモアに譲渡したデジタルライフ事業に関しては、特に声明は出されていない。もっとも当のオトモアはかつてのパイオニア社員が立ち上げた企業である。
なお、「femimi」「快テレ君」の商標は2022年5月に改めてパイオニアから商標を取得しており、これ以前にOHEが商標を用いて販売した商品についてはサポートしないとしている。

#### その他サービス
独立していたONK-3は、OHE経営破綻5日後の5月18日に「新しいオンキヨーを創っていく」と声明を発表した。
5月25日、ONK-3がファーマフーズを引受先として第三者割当増資を実施、ファーマフーズの持分法適用会社となった。

#### パイオニアブランド
パイオニア自体も影響を受けていないため、2022年5月現在もカーエレクトロニクス関連製品やPC用光学ドライブ製品、DJ関連機器製品等の各種ブランドとして何ら影響を受けずに継続されている。

## 自社ブランド
- ONKYO

ピュアオーディオ（単品コンポーネント）、ホームAV、ポータブルオーディオ（デジタルオーディオプレーヤー、ポータブルヘッドホンアンプなど）、AVアクセサリー（ヘッドホンワイヤレスイヤホンのみ）
- Pioneer（オンキヨー&パイオニア移行後よりブランド継続）

ピュアオーディオ（単品コンポーネント）、ホームAV、ゼネラルオーディオ、ポータブルオーディオ（デジタルオーディオプレーヤー、ポータブルヘッドホンアンプなど）、一般住宅専用シーリング（ビルトイン）オーディオ（ACCO*(アッコ)）、AVアクセサリー（ヘッドホン、HDMIケーブル、マイクロフォンなど）、集音器（フェミミ）、固定用電話機器（コードレスフォンなど）
- Integra（北米市場専用ブランド）

ホームAV

### 市場
- 車載用のスピーカーユニットや東芝の薄型テレビ「REGZA」のごく一部の製品にオンキヨー製のスピーカーが使われていた。
- 携帯ゲーム向けスピーカーやPC、パチンコ台などのサウンドカード[注 1]も手掛けていた。尤も、PC向けサウンドカードは高級オーディオ並みの音楽再生を目指していることに特徴がある。

## 子会社
2022年3月現在、オンキヨーの主な子会社は以下の通りである。なお、子会社・関連会社は複数社以上存在する、オンキヨー株式会社（3代目法人）は前記の通り独立済みである。
| 会社名                              | 資本金      | 議決権比率(%) | 主要な事業内容     |
| ----------------------------------- | ----------- | ------------- | ------------------ |
| Onkyo Asia Electronics Sdn. Bhd.    | 17,128千RM  | 100           | AV事業,OEM事業     |
| Pioneer & Onkyo U.S.A. Corporation  | 2,000千US$  | 100           | デジタルライフ事業 |
| Pioneer & Onkyo Europe GmbH         | 561千ユーロ | 100           | OEM事業            |
| Pioneer & Onkyo Marketing Asia Ltd. | 51,275千HK$ | 96.34         | AV事業             |

## 宣伝活動
- 後楽園球場 - 東京ドームの一塁ベンチ後方の2階席スタンドの前面にONKYO（昭和50年代中期までは“オンキヨー”とカタカナ表記）の看板を掲げていた。2014年現在は撤退。
- 1980年（昭和55年） - 1983年（昭和58年）においてはニッポン放送の土曜深夜から日曜未明の『所ジョージの足かけ二日大進撃』のスポンサーとなっており、「男は度胸　コンポはオンキヨー」のうたい文句とコンポ（ZACCS）のCMが流れた。
- 雑誌広告主体の宣伝活動を展開していたが、バブル期の1986年（昭和61年）から数年間、デビュー間もない南野陽子を自社コンポ・RADIANのCMキャラクターとした宣伝を流す。
- FM大阪やFM東京などの民放FMが開局した時にはスポンサー番組をもっていた。その後1990年代後半になって『ONKYO サウンドアドバイス』というミニ番組のスポンサーになっていたが、2014年現在は撤退している。
- パンパシフィックチャンピオンシップ - オフィシャルスポンサーとしてサポートしていた。